# Хасан Али Мирза (наваб Муршидабада)
Сеид Хасан Али Мирза Бахадур (бенг. হাসান আলী মির্জা) (25 августа 1846 — 25 декабря 1906) — первый наваб Муршидабада (17 февраля 1882 — 25 декабря 1906). Старший сын Мансура Али-хана (1830—1884), последнего наваба Бенгалии, Бихара и Ориссы (1838—1880). После его смерти в 1906 году ему наследовал его старший сын, Васиф Али Мирза (1875—1959), 2-й наваб Муршидабада (1906—1959).

## Биография

### Детство

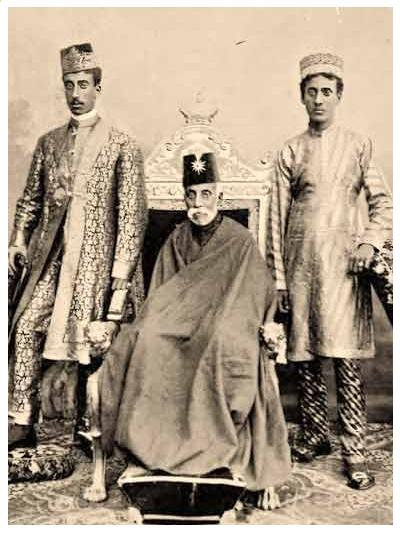
Хасан Али Мирза (в центре), и два его сына — Васиф Али Мирза (слева) и Насир Али (справа).

Хасан Али был известен как Бурра-Сахиб в детстве, он проявлял признаки необычайного интеллекта в своем детстве. Он родился 25 августа 1846 года в Муршидабаде. Старший сын Мансура Али-хана (1830—1884), последнего (16-го) наваба Бенгали (1838—1880), и одной из его главных жен, Мехр Леха Бегум. В детстве он изучал английский, персидский и арабский языки.
Хасан Али получил образование в колледже Ла-Мартиньер в Лакхнау. В 1856 году он был отправлен своим отцом в Англию для завершения своего образования. Его сопровождали младшие сводные братья, Хусейн Али Мирза Бахадур (Мухли-Сахиб) и Мухаммад Али Мирза Бахадур (Амир-Сахиб), вместе с полковником Гербертом. Принцы проживали в гостинице в Южном Кенсингтоне. Они также посещали тогдашнего принца Эдуарда Уэльского, получив право частного входа к нему. Хасан Али познакомился с Леди Уильямс, внучкой генерал-губернатора Бенгалии Роберта Клайва. Принц Хасан Али и его братья пользовались вниманием английского общества. Хасан Али также был представлен королеве Великобритании Виктории её государственным секретарем. Братья посетили многие английские города, в том числе Сандгейт, Дуврский замок, Саутси, Честер, Манчестер и другие. Покинув Лондон в декабре 1856 года, Хасан Али и его братья вернулись в Калькутту через Францию, Италию и Мальту, посетив многие известные города, такие как Париж, Болонья, Флоренция, Рим, Неаполь и так далее. Второй иностранный визит Хасана Али совершил вместе с отцом Мансуром Али-ханом в Англию в марте 1869 года.

### Поздние годы
1 ноября 1880 года наваб Бенгалии Мансур Али-хан отрекся от своих титулов в пользу Великобритании. 17 февраля 1882 года Хасан Али Мирза получил титул наваба Муршидабада (столица Бенгалии). В 1891 году английское правительство подтвердило за Хасаном Али Мирзой новый титул наваба Муршидабада.
16 февраля 1887 года Хасан Али был сделан рыцарем-командором Ордена Индийской империи. 28 мая того же 1887 года он получил титулы: Али Кадир (Первый ранг), Ихтишем уль-Мульк (сановник страны), Раэс уд-Даула (первый министр государства), Амир уль-Омра (благородный из благородных) и Махабат Джанг (ужас войны). 20 мая 1890 года по указу королевы Великобритании Виктории Хасан Али Мирза был произведен в рыцари — великие командоры Ордена Индийской империи.
Хасан Али Мирза скончался 25 декабря 1906 года в возрасте 60 лет в Муршидабаде. Он был похоронен в Ираке по собственному желанию. Ему наследовал его старший сын, Васиф Али Мирза (1875—1959), второй наваб Муршидабада (1906—1959).

## Награды
- Рыцарь-командор Ордена Индийской империи (1887)
- Рыцарь — великий командор Ордена Индийской империи (1890)

## Жены и дети
У Хасана Али Мирзы были две жены:
- с 1862 года Амир Дулхан Кульсум Ун-Ниса Бегум Сахиба
- Мариам Ун-Ниса ханум (Би Дугари)

От двух браков у Хасана Али было пять сыновей и две дочери:
- Сеид Васиф Али Мирза Бахадур (Бара Сахиб) (7 января 1875 — 23 октября 1959), 2-й наваб Муршидабада (1906—1959), сын Амир Дулхан
- Сеид Насир Али Мирза Бахадур (Насир Сахиб) (15 марта 1876—1945), сын Амир Дулхан. Получил образование в Шерборнской школе (Дорсет), школе Регби (Уорикшир) и Тринити-колледже (Оксфорд). Был женат на Мухаммади Бегум. Оставил после одного сына и двух дочерей
- Сеид Асиф Али Мирза Бахадур (Муннах Сахиб) (род. 26 апреля 1881), сын Амир Дулхан. Получил частное образование. У него был один сын
- Сеид Якуб Али Мирза Бахадур (9 июня 1883 — 23 июня 1899), получил частное образование. Он утонул во время купания в Муршидабаде.
- Сеид Мохсин Али Мирза Бахадур (род. 18 ноября 1885)
- Салим Ун-Ниса Бегум (Аскари Бегум Сахиба), дочь Мариам ун-Нисы ханум. Она вышла замуж за одного из своих кузенов.
- Хуршид Ун-Ниса Бегум, дочь Амир Дулхан. Она вышла замуж за Сеида Зайгама Мирзу, сын Сеида Хусейна Али Мирзы Бахадура и Би Бегум. у неё был один сын.